# Гилберт, Уолтер
Уолтер Ги́лберт (англ. Walter Gilbert; род. 21 марта 1932 года, Бостон, США) — американский физик, биохимик и молекулярный биолог, лауреат Нобелевской премии по химии.
Член Национальной академии наук США (1976), иностранный член Лондонского королевского общества (1987).

## Биография и научная работа
Гилберт родился в Бостоне, закончил Гарвардский и Кембриджский университеты, после чего работал в Гарвардском университете. В 1957 г. под руководством Абдуса Салама получил докторскую степень, вывел математические формулы, позволяющие предсказывать рассеивание элементарных частиц.
Вместе с Аланом Мексемом разработал новый метод секвенирования ДНК. В 1979 году вместе с Фредериком Сенгером получил премию Луизы Гросс Горвиц. В следующем 1980 году вместе с тем же Сенгером Гилберт получил Нобелевскую премию по химии за метод секвенирования ДНК, которую они разделили с Полом Бергом.
Гилберт первый предложил термин гипотеза «мира РНК» о происхождении жизни, которую впервые высказал Карл Вёзе в 1967 году.

## Общественная деятельность
В 2016 году подписал письмо с призывом к Greenpeace, Организации Объединенных Наций и правительствам всего мира прекратить борьбу с генетически модифицированными организмами (ГМО) .

## Награды и признание
- Стипендия Гуггенхайма (1967)
- Премия НАН США в области молекулярной биологии[англ.] (1968)
- Ledlie Prize[англ.] (1969)
- Grand Prix Charles-Leopold Mayer[англ.] (1977)
- Премия Луизы Гросс Хорвиц (1979)
- Международная премия Гайрднера (1979)
- Нобелевская премия по химии (1980)
- Biotechnology Heritage Award[англ.] (2002)